# Coupe du monde de triathlon 2005
Navigation
Édition précédente Édition suivante
La coupe du monde de triathlon 2005 est composée de 12 courses organisées par la Fédération internationale de triathlon (ITU). Chacune des courses est disputée au format olympique soit 1500 m de natation, 40 km de cyclisme et 10 km de course à pied.

## Étapes de l'épreuve
| Date         | Lieu         | Format | Homme             | Femme             |
| ------------ | ------------ | ------ | ----------------- | ----------------- |
| 16 avril     | Honolulu     | M      | Tim Don           | Emma Snowsill     |
| 25 avril     | Mazatlán     | M      | Hunter Kemper     | Vanessa Fernandes |
| 1er mai      | Mooloolaba   | M      | Simon Thompson    | Loretta Harrop    |
| 15 mai       | Ishigaki     | M      | Courtney Atkinson | Samantha Warriner |
| 5 juin       | Madrid       | M      | Tim Don           | Vanessa Fernandes |
| 17 juillet   | Corner Brook | M      | Tim Don           | Andrea Whitcombe  |
| 23 juillet   | Edmonton     | M      | Andy Potts        | Emma Snowsill     |
| 31 juillet   | Salford      | M      | Frederic Belaubre | Liz Blatchford    |
| 6 août       | Hambourg     | M      | Filip Ospalý      | Samantha Warriner |
| 14 août      | Tiszaújváros | M      | Dmitriy Gaag      | Annabel Luxford   |
| 17 septembre | Pékin        | M      | Hunter Kemper     | Vanessa Fernandes |
| 13 novembre  | New Plymouth | M      | Bevan Docherty    | Vanessa Fernandes |

## Par nation
| Rang | Nation           | Victoires |
| ---- | ---------------- | --------- |
| 1    | Australie        | 6         |
| 2    | États-Unis       | 4         |
| 2    | Portugal         | 4         |
| 2    | Royaume-Uni      | 4         |
| 5    | Nouvelle-Zélande | 3         |
| 6    | France           | 1         |
| 6    | Kazakhstan       | 1         |
| 6    | Tchéquie         | 1         |

## Classements généraux
| Rang               | Nom               |
| ------------------ | ----------------- |
| Médaille d'or      | Hunter Kemper     |
| Médaille d'argent  | Brad Kahlefeldt   |
| Médaille de bronze | Tim Don           |
| 4                  | Courtney Atkinson |
| 5                  | Reto Hug          |
| 6                  | Bevan Docherty    |
| 7                  | Matthew Reed      |
| 8                  | Kris Gemmell      |
| 9                  | Andy Potts        |
| 10                 | Frédéric Belaubre |

| Rang               | Nom               |
| ------------------ | ----------------- |
| Médaille d'or      | Annabel Luxford   |
| Médaille d'argent  | Emma Snowsill     |
| Médaille de bronze | Vanessa Fernandes |
| 4                  | Laura Bennett     |
| 5                  | Andrea Whitcombe  |
| 6                  | Michelle Dillon   |
| 7                  | Sheila Taormina   |
| 8                  | Samantha Warriner |
| 9                  | Kiyomi Niwata     |
| 10                 | Anja Dittmer      |